# Волкова, Лидия Николаевна
Лидия Николаевна Волкова (14 октября 1931 года) — печатница Государственного проектно-изыскательского института «Ленгипротранс» Министерства транспортного строительства СССР, город Ленинград (ныне Санкт-Петербург). Полный кавалер ордена Трудовой Славы.

## Биография
Лидия Волкова родилась 14 октября 1931 года в Северном крае РСФСР (ныне Вологодская область России) в крестьянской семье. В годы Великой Отечественной войны сначала работа в колхозе, а затем швеёй в городе Кадников и одновременно училась в вечерней школе.
В 1949 году приехала в город Ленинград и устроилась в строительную организацию. Она принимала участие в восстановление города, выучилась на маляра-штукатура. В течение более десяти лет совершенствовалась на работе, получила звание ударник коммунистического труда и победила в конкурсе «Лучший по профессии».
В 1965 году Лидия Волкова устроилась на работу в институт «Ленгипротранс», освоила специальность вальцовщицы. Затем окончила курсы электрофотографов, а позднее печатников офсетной печати. В 1968 году институт получил новую машину офсетной печати и за ней была закреплена Волкова. В отделе механизации проектирования и выпуска проектов в течение пятнадцати лет была лидером социалистического соревнования «Пятилетку в четыре года». Ей поручали перепечатку важных чертежей и бланков. 21 апреля 1975 года указом Президиума Верховного Совета СССР Лидия Николаевна Волкова награждена орденом Трудовой Славы 3-й степени, а 29 мая 1981 года орденом Трудовой Славы 2-й степени.
18 июля 1985 года указом Президиума Верховного Совета СССР за многолетний труд Лидия Николаевна Волкова награждена орденом Трудовой Славы 1-й степени, став полным кавалером ордена Трудовой Славы.

## Награды
- Орден Трудовой Славы I степени № 147, 18 июля 1985 года
- Орден Трудовой Славы II степени № 20164, 29 мая 1981 года
- Орден Трудовой Славы III степени № 78848, 21 апреля 1975 года

## Примечание
1. 1 2  Рабочая энциклопедия: 1921—1985 годы. — Ленинград, 1986. — С. 315—316.
2. ↑  Волкова Лидия Николаевна. www.warheroes.ru. Дата обращения: 22 февраля 2020. Архивировано 27 мая 2020 года.